# 狐獴
狐獴（學名：Suricata suricatta）是细尾獴属的唯一物種，屬食肉目獴科，居住在南非、納米比亞及安哥拉西南部的喀拉哈里沙漠。

## 生理特徵

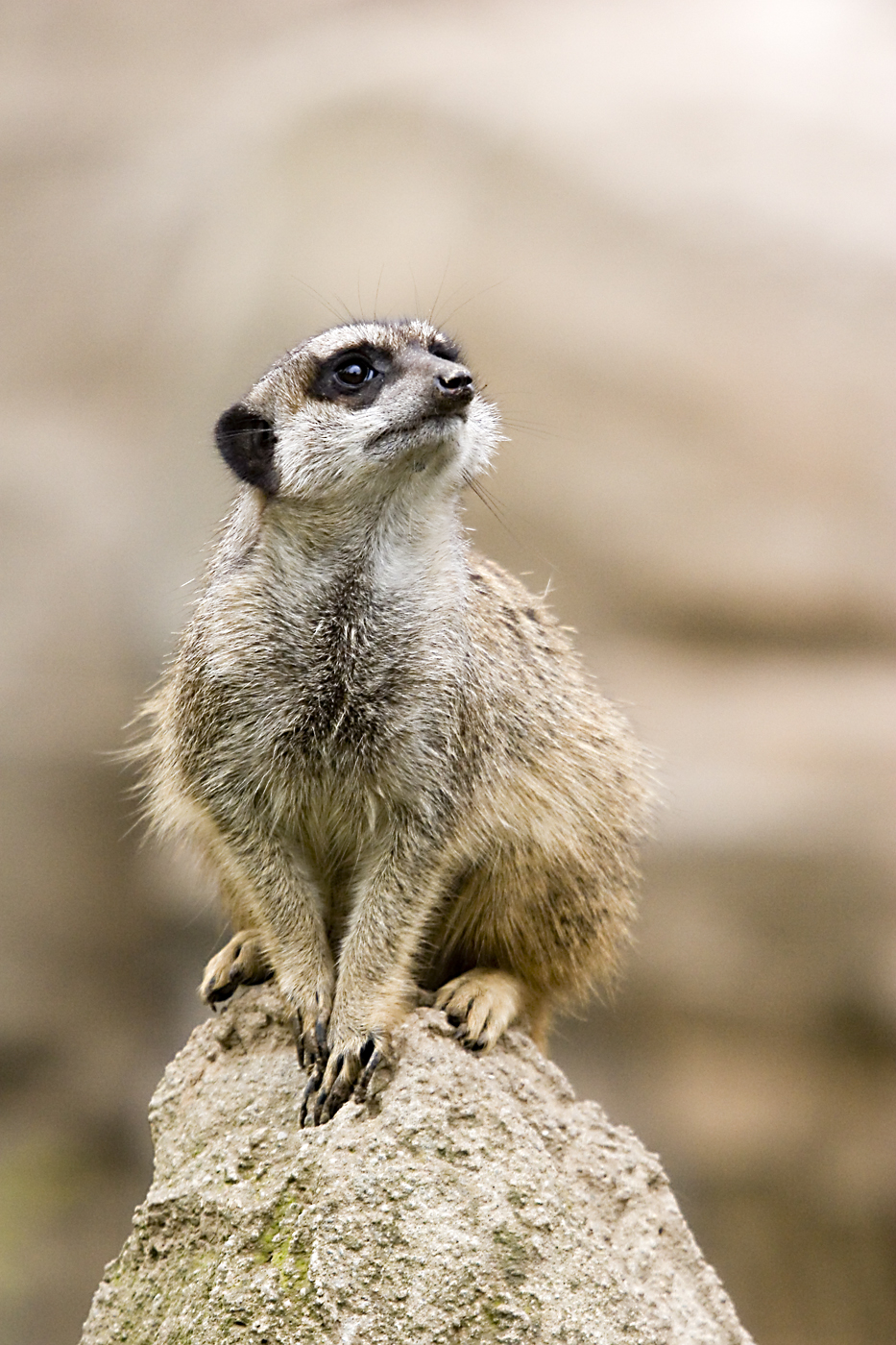

狐獴是一種小型晝行性動物，雄性平均重約731克，雌性720克，有著修長的軀幹跟四肢，使牠們的身長可達到25到35公分，尾長亦有17-25公分。牠們的尾巴為長、細，並尖尖延伸到端點，在末端的端點都為黑色，在直立時狐獴會用尾巴支撐來保持平衡，牠們的臉型也是尖尖延伸到棕色的鼻子，狐獴的眼睛周圍都有著黑色塊，這些構造的作用跟太陽眼鏡相同，讓牠們在艷陽普照下仍能清晰地視物，甚至是直視太陽，這對狐獴幫助很大，因為空中的掠食者通常是在太陽之前飛行以避免被察覺。狐獴有著小、黑、新月型的耳朵，有著在挖洞時能閉起來以避免砂進入耳內的功能。
狐獴有著有力、2公分長、彎曲的爪子，可用來挖洞獵食和調整牠們的地底洞穴，牠們在每隻腳上有四根腳趾和長細的肢體。毛皮的顏色通常是淺黃棕色參雜著灰、古銅或微帶銀的棕色，牠們有著短平行的條紋橫過牠們的背，這些條紋從尾巴的基部延伸到肩且每隻皆不同。狐獴的身體下部沒有花樣，但在腹部只有稀疏覆體的毛，並露出底下的黑色皮膚，當牠們用後腳站立時，狐獴利用腹部這塊黑色區域吸收太陽的熱，這通常是牠們在寒冷的沙漠夜晚之後晨間做的第一件事就是把身體弄暖。

## 飲食
狐獴的主要飲食以昆蟲為食，但牠們生性貪吃，只要比牠們小的生物幾乎來者不拒，如蜘蛛、蜈蚣、馬陸、蜥蜴、守宮、蛇、蛙類、蟾蜍、植物、卵跟小型哺乳動物。就如其他獴類一樣，狐獴演化為對許多的毒免疫，這使牠們可以捕食蝎子（包括螫針）跟有些毒蛇而不至於導致不適、中毒或死亡。
狐獴在人工飼養環境下食性多樣不挑食易於飼養，狐獴會吃大麥蟲、黃粉蟲、蟋蟀、蚱蜢，櫻桃蟑螂，也可餵食貓狗飼料、雞肉、牛肉、小白鼠、熟雞蛋等動物性食材。另外牠們也會攝取蔬果類，例如紅蘿蔔、蕃薯、玉米、蘋果、香蕉等。

## 天敵
狐獴主要的天敵包括猛雕、草原鵰與胡狼、藪貓、獰貓等。狐獴也時常因遭遇鼓腹咝蝰和黃金眼鏡蛇等蛇類時被咬傷中毒致死。

## 繁殖
狐獴在大約一年達到性成熟，平均每胎生三隻，野生的狐獴一年可生到三胎。狐獴是反覆生殖的动物，一年到頭隨時都可以繁殖，但大多在較暖的時候生產。懷孕期持續約11週幼獸渾身無毛的誕生在地洞裡，幼獸的耳朵在十天左右打開，眼睛在十到十四天，牠們在四十九到六十三天之間斷奶，牠們在三週大以前不會上到地上，之後跟保姆在一起在地洞附近約一週左右直到牠們加入成獸的覓食團。
狐獴是母系社會，領導族群的當家母狐獴為整個家族的首領，只有當家母狐獴以及被牠選中的雄狐獴才有權繁殖，通常被稱為最高階級。然而被選中當配偶的雄狐獴做出不利族群之事時，當家母狐獴可能會將牠殺死或驅逐家族，再選出新一任配偶。
此外，最高階級的狐獴可能會殺死非牠們所生的幼獸，以確保自己的後代有最好的生存機會，出生的幼獸也由整個家族成員共同撫養。

## 行為

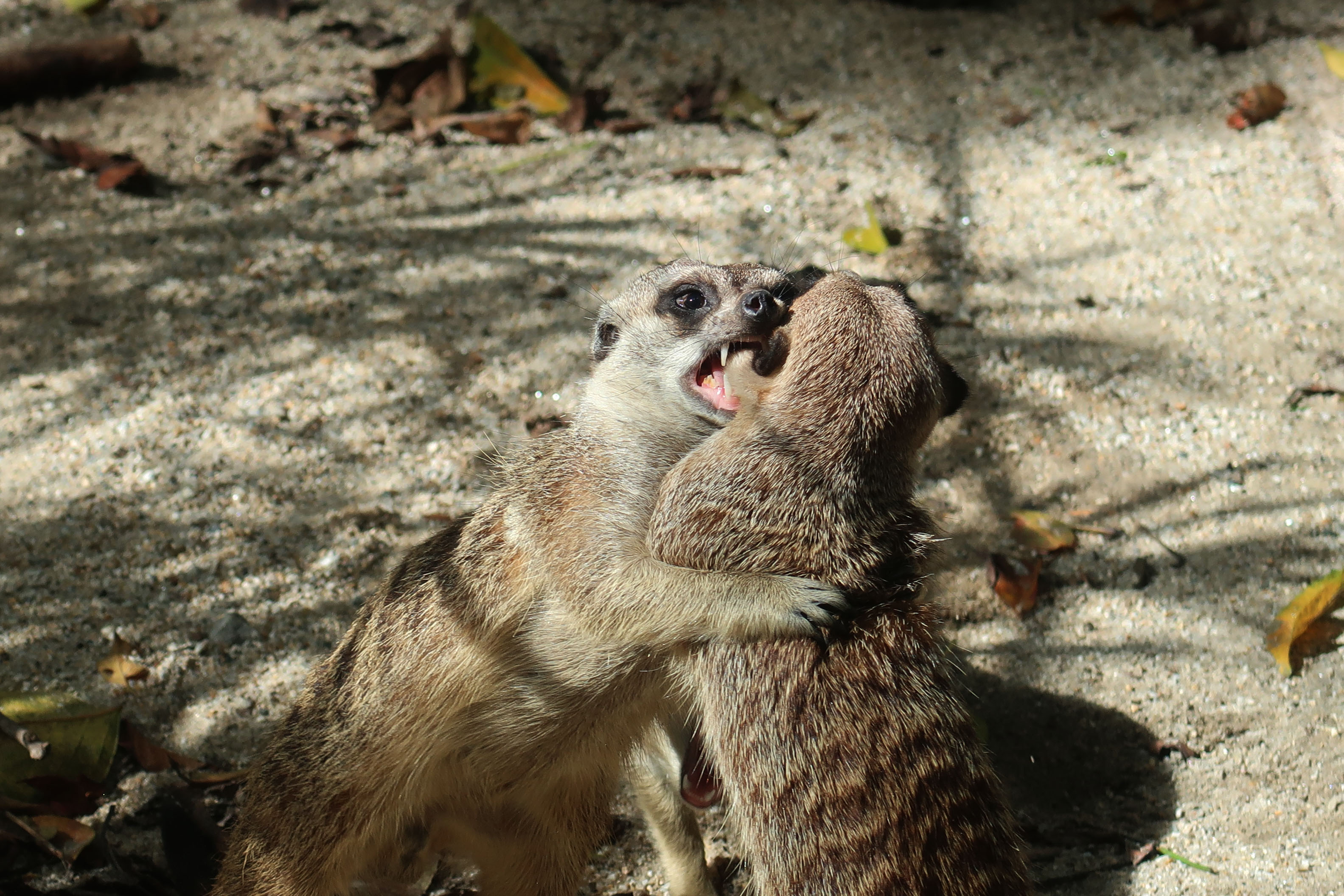
狐獴打架

狐獴是群居動物，擅挖洞，住在大型的地底有著數個入口的網狀洞穴，獸群白天會留下幼獸及少數照顧牠們的成獸而離穴出外覓食。牠們是非常社會化的動物有一定的階級制度，群體最高可超過四十隻，在同一團體中的個體會經常彼此理毛來強化社交的繫絆。領導的配偶會經常在團體裡的下屬身上留下嗅蹟記號以表達牠們的權威，諸如這類的舉動通常伴隨著下屬舔和梳理領導配偶，這些舉動也通常發生在團體成員離開一陣子後的重聚，大多數的狐獴在同一團體的全是領導配偶的手足或子女。
狐獴在牠們的群落中表現出利他行為，一或多隻狐獴在其他狐獴覓食或嬉戲時，會站哨以警告牠們靠近的危險。當發現到掠食者狐獴哨兵會叫出警示其餘成員就趕緊逃或躲進散佈在牠們地盤裡的洞內，哨兵會是第一個從洞口出現來探掠食者動靜持續叫著使其他成員保持在洞內，若是沒有威脅了哨兵停止警告的叫聲，其他的成員就安全地現身。

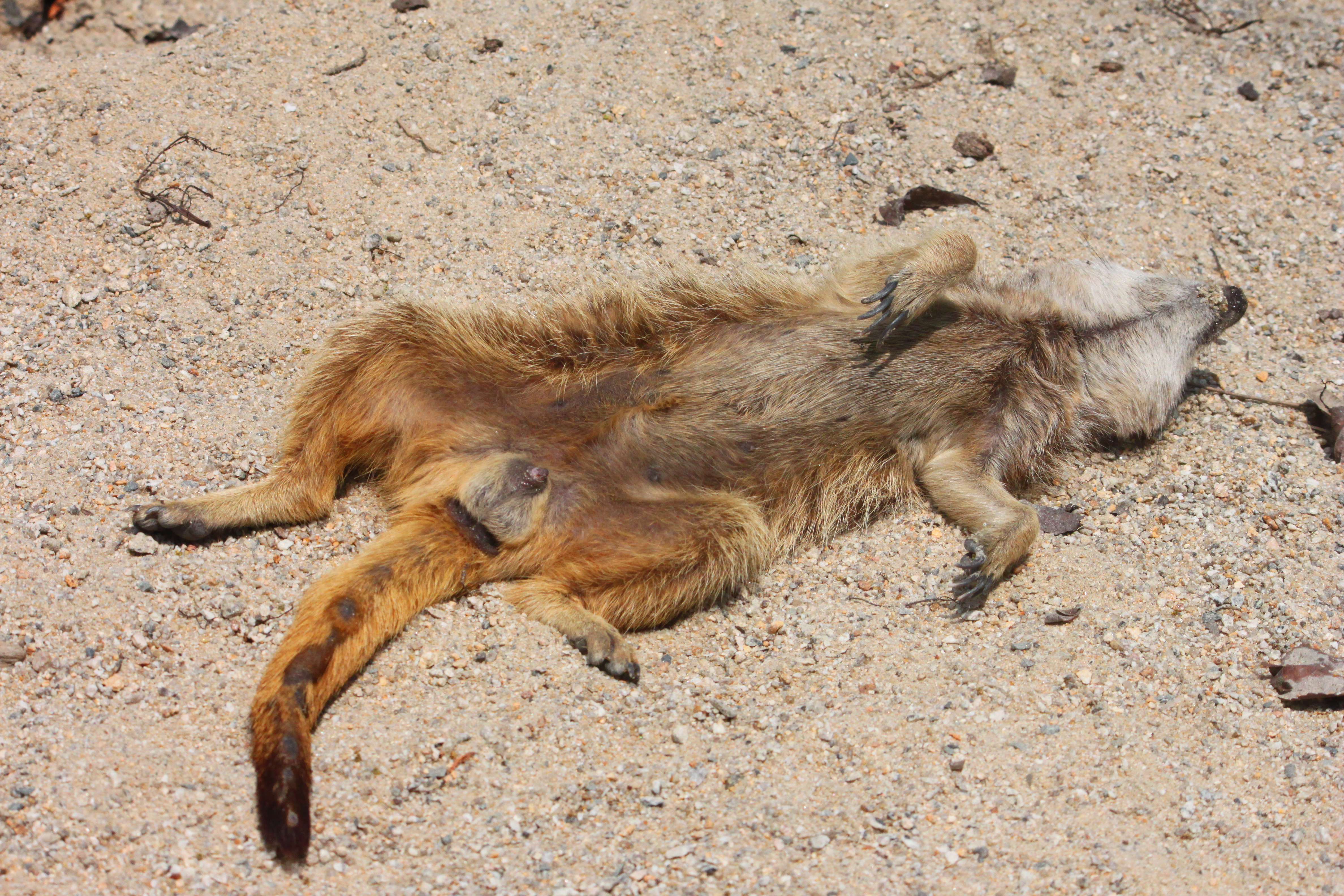
四腳朝天的狐獴

狐獴也會看護團體裡所有的幼獸，未繁殖過的雌獸在領導的雌獸不在時會為幼獸哺乳。牠們也會保護幼獸免於任何威脅，經常是連會威脅牠們的性命也如此。在警告危險的警告發出，這些保母會帶幼獸到地下避難，並準備守護牠們如果危險能尾隨而至的話（如會鑽洞的掠食者）。若是無法躲到地下保母會聚攏幼獸，並用自己的身軀擋在他們上面。目前已知狐獴會從事獨特的社會活動，包括了那些看起來像摔角或賽跑的活動。由國家地理頻道與探索頻道的節目可知，半馴化的野生狐獴能親近人也不怕鏡頭，對人不會有攻擊行為，亦不會逃跑躲藏，顯然不把人類當掠食者。

### 發聲

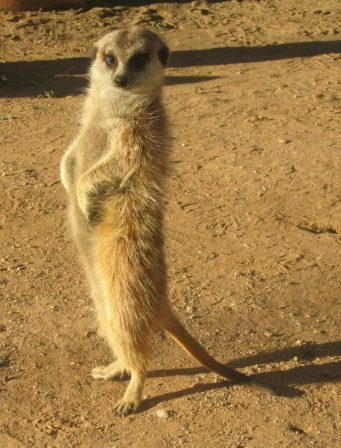
喀拉哈里沙漠中的一隻狐獴

狐獴的叫聲近年來被注意到帶有意義，對於不同的掠食者會有其特別的叫聲。
這些叫聲是如何演化出來的目前不明，牠們是明顯的例子意義並不僅只存在人類的語言，雖然沒有證據能夠指出狐獴的叫聲能組成一種語言。
不只一組的野地研究者曾報告目擊狐獴用真假嗓音變化地唱進行某種的歌唱儀式。

## 媒體上的狐獴
- 《Meerkat Manor》（狐獴大宅門）是以肥皂劇型態演出的Animal Planet紀錄影片，關於劍橋大學對一群狐獴十年的研究的部分片段。 （页面存档备份，存于）
- 狐獴在David Attenborough描寫狐獴生活的一部受歡迎BBC紀錄片《狐獴國度》（Meerkats United）發表後，於一般大眾中得到了一些名聲。
- 迪士尼動畫《狮子王》裡的角色丁满是一只狐獴。
- 狐獴在Yann Martel的Life of Pi中也被提及。
- 在英国大受欢迎的comparethemeerkat.com广告中的Aleksandr Orlov。
- 李安的《少年Pi的奇幻漂流》中使用3D技術製作了大量的狐獴。
- 插畫家狐獴杯杯以狐獴為主角，以插畫方式呈現日常生活趣事、時事、網路迷因。

## 外部連結
- Animal Diversity - Meerkat （页面存档备份，存于）
- Animal information pages - Meerkat
- Fellow Earthlings Meerkat Sanctuary （页面存档备份，存于）
- The Meerkat Mpango （页面存档备份，存于）